# Argiolestes roon
Argiolestes roon – gatunek ważki z rodziny Megapodagrionidae.